# Марсі Вокер
Марсі Вокер або Марсі Волкер (англ. Marcy Walker; нар. 26 листопада 1961, Падука, Кентуккі, США) — американська актриса мильних опер.

## Життя і кар'єра
Волкер народилася в Падуке, штат Кентуккі. У 1981 році вона отримала роль Лізи Колбі в денний мильній опері «Всі мої діти» і в 1983 і 1984 роках номінувалася на Денну премію «Еммі» за кращу жіночу роль другого плану. У 1984 році вона покинула шоу заради нової мильної опери «Санта-Барбара», де шість наступних років грала Іден Кепвелл.
У 1989 році Волкер виграла свою першу і єдину Денну премію «Еммі» за кращу жіночу роль. У 1991 році, після десяти років роботи в денних мильних операх, вона отримала головну роль в прайм-тайм серіалі Palace Guard, але шоу було знято з ефіру після трьох епізодів. Волкер повернулася в денний серіал в 1993 році з роллю в шоу «Дороговказне світло», а в 1995 році знову почала грати в «Всі мої діти». Крім цього на початку дев'яностих вона знялася в декількох телефільмах, а також у незамовленному телевізійному пілоті Bar Girls з Джоанною Кессіді.
Волкер покинула «Всі мої діти» в 2005 році і пішла на пенсію, ставши християнським пастором в маленькому містечку в Оклахомі.

## Мильні опери
- 1981—1984, 1991, 1995—2004, 2005 — Всі мої діти / All My Children
- 1984—1991 — Санта-Барбара / Santa Barbara
- 1993—1995 — Дороговказне світло / Guiding Light